# Бак сиу
Бак сиу (вьет. Bạc Xỉu) — традиционный напиток южного Вьетнама, приготовляемый из сгущённого молока, воды, кофе и льда.
Бак сиу отличается от других способов приготовления кофе бо́льшим количеством молока и меньшим содержанием кофеина. Считается, что при употреблении бак сиу первичен вкус молока, а не кофе; на одну долю кофе может приходится три доли молока и более. Этот напиток больше других кофейных напитков подходит для детей.
Традиционно, в качестве основы используется разбавленное молоком или водой сгущённое молоко, в которое добавляют немного кофе и лёд. Вместо сгущённого может быть использовано обычное или кокосовое молоко. В редких случаях подаётся тёплым.
Предположительно, такой способ приготовления возник в китайском квартале Сайгона во времена французской колонизации, а само название происходит от китайского словосочетания «белый кофе». Во вьетнамский язык название вошло как «Bạc Tảy Xỉu Phé» («белый стакан и немного кофе»), в дальнейшем сократившись до «Bạc Xỉu».